# محوطه شماره ۵ شمس‌آباد
محوطه شماره ۵ شمس‌آباد مربوط به هزاره سوم قبل از میلاد است و در شهرستان ایرانشهر، بخش بمپور، دهستان بمپور غربی، ۱۹۰۰ متری شمال روستای شمس‌آباد واقع شده و این اثر در تاریخ ۲۷ اسفند ۱۳۸۶ با شمارهٔ ثبت ۲۲۶۵۷ به‌عنوان یکی از آثار ملی ایران به ثبت رسیده است.